# Steffi Ackermann

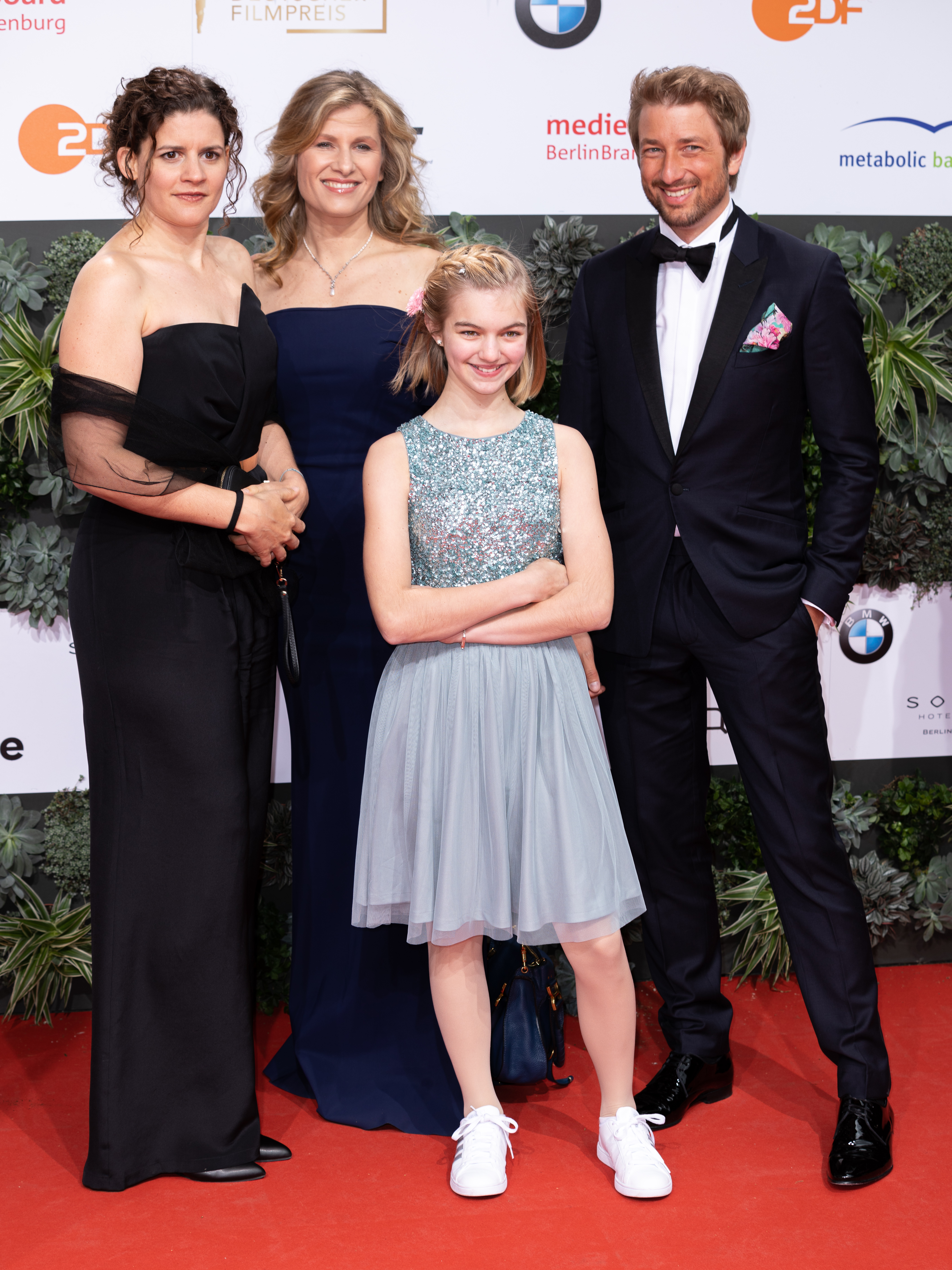
Steffi Ackermann (2. v. l.) mit der Regisseurin, der Hauptdarstellerin und dem Co-Produzenten von Rocca verändert die Welt

Steffi Ackermann (* 1975 in Berlin) ist eine deutsche Filmproduzentin und Drehbuchautorin.
Steffi Ackermann studierte von 2000 bis 2005 Produktion an der Filmakademie Baden-Württemberg. Sie war danach bei der Polyphon in Berlin tätig, wo sie speziell für die Serie Doctor’s Diary mit dem Grimme-Preis ausgezeichnet wurde. 2011 wechselte sie zu TeamWorx/UFA Fiction, wo die Serien Doc meets Dorf und Binny und der Geist entstanden. 2016 wechselte sie zu Warner Bros. Entertainment tätig. Für Rocca verändert die Welt wurde sie 2019 mit dem Deutschen Filmpreis für den besten Kinderfilm geehrt. Seit 2020 leitet Ackermann sämtliche deutschsprachigen Serienproduktionen beim Streamingdienst Netflix. Sie ist Mitglied des Stiftungsrats der Deutschen Kinemathek.

## Filmografie (Auswahl)
- 2007: Früher oder später
- 2008–2011: Doctor’s Diary (Fernsehserie, 22 Folgen)
- 2010: Undercover Love
- 2011: Polnische Ostern
- 2012: Jesus liebt mich
- 2013: Doc meets Dorf (Fernsehserie, 8 Folgen)
- 2013–2016: Binny und der Geist (Fernsehserie, 22 Folgen)
- 2019: Rocca verändert die Welt